# Eduardo Escobar (beisbolista)
Eduardo José Escobar (Villa de Cura, Estado Aragua, Venezuela, 5 de enero de 1989) es un campocorto y tercera base venezolano de béisbol profesional que juega para los Toronto blue jays de las Grandes Ligas y en la Liga Venezolana de Béisbol Profesional con los Tigres de Aragua. Anteriormente jugó con los Anaheim Angels, Minnesota Twins, Arizona Diamondbacks y los Chicago White Sox, con quienes debutó en 2011.

## Carrera profesional
El 8 de octubre de 2009, Eduardo Escobar fue asignado a los Tiburones de La Guaira de la Liga Venezolana de Béisbol Profesional, haciendo su debut con el equipo el 15 de noviembre, obteniendo un promedio de bateo .333, en nueve turnos, produciendo tres hits, tres carreras impulsadas, dos carreras anotadas y recibiendo una base por bolas.
El 12 de marzo de 2010, fue asignado a los Medias Blancas de Chicago.

### Chicago White Sox
Escobar fue llamado a las Grandes Ligas de Béisbol por los Medias Blancas de Chicago e hizo su debut el 2 de septiembre de 2011, convirtiéndose en el Venezolano N°272 en las Grandes Ligas de Béisbol. Participó en nueve juegos y consiguió dos hits en siete turnos al bate. Al iniciar la temporada 2012 fue incluido en la plantilla de 25 jugadores del equipo con el rol de utility del infield.

### Minnesota Twins
El 28 de julio de 2012, Escobar fue traspasado a los Minnesota Twins junto a Pedro Hernández por el lanzador Francisco Liriano. El 3 de abril de 2013 conectó un doble productor de dos carreras frente a Phil Coke que permitió a los Twins ganar su primer juego de la temporada. El 9 de abril de ese mismo año conectó el primer jonrón de su carrera en Grandes Ligas ante Jeremy Guthrie de los Kansas City Royals en la parte alta de la quinta entrada. En 2014 disfrutó de la mejor temporada de su carrera al registrar promedio de .275 y conectar seis jonrones.
El 2 de noviembre de 2014, Escobar es traspasado a los Tigres de Aragua de la Liga Venezolana de Béisbol Profesional, Temporada 2014-15.
El 7 de mayo de 2016, los Mellizos colocaron a Escobar en la lista de lesionados de 15 días por una lesión en la ingle izquierda, y el 20 de mayo fue asignado a rehabilitación con los Fort Myers Miracle de la Florida State League de Clase A Avanzada.
El 26 de diciembre de 2016, vuelve a participar con los Tigres de Aragua en la Liga Venezolana de Béisbol Profesional, para la temporada 2016-17.
El 2 de diciembre de 2016, firma un contrato con los Mellizos por un año y $2,6 millones para la temporada 2017, evitando así el arbitraje salarial. En dicha temporada, fue el tercera base titular en gran parte de los encuentros, principalmente en la segunda mitad de la temporada luego de la lesión de su compañero Miguel Sanó; y registró promedio de bateo de .254 con 21 jonrones y 73 impulsadas, marcas personales en su carrera.
El 11 de enero de 2018, nuevamente evita el arbitraje salarial al acordar con los Mellizos por un año y $4,85 millones.

### Arizona Diamondbacks
El 27 de julio de 2018, Escobar fue canjeado a los Diamondbacks de Arizona por los jugadores de ligas menores Gabriel Maciel, Jhoan Duran y Ernie De La Trinidad. Finalizó la temporada 2018 con promedio de bateo de .272, 23 jonrones y 84 impulsadas, nuevamente marcas personales, y además registró el porcentaje de fildeo más alto entre los tercera base de ligas mayores, con .983.
El 23 de octubre de 2018, los Diamondbacks firmaron a Escobar con un contrato de tres años por un valor de $21 millones.